# Леана Суит
Леана Суит (на английски: Leanna Sweet) е унгарската порнографска актриса, родена на 18 юли 1987 година в град Будапеща, Унгария. Дебютира в порнографската индустрия през 2005 година, когато е на 18 години.

## Филмография
- 2005 – Lesglam Three
- 2006 – Tempter 3
- 2006 – Teenage Jizz Junkies 3
- 2006 – Cumstains 9
- 2006 – Private Gold 78: Sex City 1
- 2006 – Private Gold 80: Sex City 2
- 2006 – Angel Perverse 3
- 2006 – Sesso & soldi
- 2007 – Private Movies 31: Discovering Priva
- 2007 – Private Black Label 56: I Love Silvia Saint
- 2007 – Moralita' corrotta
- 2007 – Analizator 2
- 2008 – Tamed Teens 5
- 2008 – Tamed Teens 4
- 2008 – Private Blockbusters 2: DownWard Spiral
- 2008 – Mad Sex Party: The V.I.P. Room/Tasty Cakes
- 2008 – Kinky Grandpas 2
- 2008 – Full House
- 2008 – Deepest Love
- 2008 – Touch Me 2
- 2008 – Magic Graffiti
- 2009 – Top Model
- 2009 – Règlements de comptes